# Frente Rumano
El Frente Rumano  (Frontul Românesc) fue un partido político de ultraderecha fundado el 25 de febrero de 1935 por iniciativa del exdirigente del Partido Nacional Campesino, Alexandru Vaida-Voevod.
La formación se creó por la separación del Partido Campesino de un grupo de políticos encabezados por Vaida-Voevod, que fue presidente del partido y había sido tres veces presidente del Consejo de Ministros. El partido era estrictamente jerárquico, siendo sus dirigentes confirmados por Vaida-Voevod, ante el que eran responsables.
Su principal objetivo político era el establecimiento en la economía, la sociedad y la política rumanas del llamado numerus valachicus, por el que en cada empresa e institución debía haber entre sus miembros un número de rumanos (entendiendo por tales los no judíos y los no pertenecientes a otras minorías del país (húngaros, alemanes, ucranianos...) igual a su proporción en la población, el 71,9 % según el censo de 1930. El rechazo a esta medida por parte de la dirección del Partido Nacional Campesino había sido la causa final del abandono de este por Vaida-Voevod.
El partido desapareció oficialmente el 30 de marzo de 1938, con la disolución de los partidos políticos tras la proclamación de la dictadura real por Carol II.